# Virgilio (Lombardie)
Virgilio est une fraction de la commune italienne de Borgo Virgilio de la province de Mantoue dans la région Lombardie, Italie.
Le siège municipal de la nouvelle municipalité, le même que celui de Virgilio, se trouve dans le hameau de Cerese.

## Géographie

### Hameaux
Cerese, Cappelletta, Pietole

## Histoire
Commune créée en 1784 dans la Lombardie autrichienne sous le nom de Quattroville.
En 1883, elle prit son nom actuel en l'honneur du poète latin Virgile qui, selon la tradition serait né au village des Andes (Pietole Vecchia), non loin de l'actuelle Pietole. 
Le territoire de l'ancienne commune de Virgilio est inclus, depuis 1984, dans la commune de  Borgo Virgilio.